# زاره موسکوفیان
زاره موسکوفیان (ارمنی: Զարեհ Մոսքոֆեան؛ انگلیسی: Zareh Moskofian؛ ۱۸۹۸ - ۱۹۸۷) یک نقاش ارمنی‌تبار اهل امپراتوری عثمانی بود.

## زندگی‌نامه
وی در یک خانواده ارمنی در شهر ازمیت به دنیا آمد. وی در مدرسه محلی ارمنی حضور یافت. پس از بازگشت از سفری از حلب به نقاشی مشغول شد. وی با نقاشی از مناظر کنستانتینوپل کار خود را آغاز کرد. سپس به لیون فرانسه نقل مکان نمود. در فرانسه، موسکوفیان فعالیت هنری خویش را همچنان ادامه داد و معلم نیز شد. وی در ۱۹۸۷ درگذشت. پیکر وی یک ماه پس از مرگش کشف شد. همچنین وی در طی جنگ جهانی دوم به یهودیان فراری از هولوکاست پناهگاه و مامن داد